# 科格拉焦里縣
科格拉焦里縣是孟加拉國吉大港區的一個縣，位於該國東南部，北、西界印度。面積2,699.55平方公里。2001年人口525,664人。
下分八個鄉。